# Kaple Panny Marie Královny (Hluky)
Kaple Panny Marie Královny je soukromá římskokatolická kaple v Hlukách, části obce Kounov. Patří do farnosti Bystré v Orlických horách.

## Historie
Kaplička byla vysvěcena 15. srpna 1933, rozšířena a vymalována byla k 15. srpnu 1975.

## Bohoslužby
Bohoslužby se konají 2× ročně dle ohlášení. Pouť se zde slaví 6 neděl od Velikonoc a posvícení, 3. neděli v říjnu.